# Парадиж
Парадиж је село у хрватском делу Истре. Налази се на територији општине Света Недеља.
Изван села постоји капела Св. Павла која је изграђена у 13. и 14. веку у раноготичком стилу.